# Walterswil (Solura)
Walterswil – miejscowość i gmina w północnej Szwajcarii, w kantonie Solura, w jednostce administracyjnej (Amtei) Olten-Gösgen, w okręgu Olten. 

## Demografia
W Walterswil mieszka 739 osób. W 2021 roku 11,6% populacji gminy stanowiły osoby urodzone poza Szwajcarią.

## Transport
Przez teren gminy przebiega autostrada A1.